# جاي بوند
جاي بوند (بالإنجليزية: Jay Bond)‏ هو مدير فني أمريكي، ولد في 11 أبريل 1885 في ماكلوث في الولايات المتحدة، وتوفي في 15 مايو 1955.